# دلب أريزوني
الدلب الأريزوني أو دلب رايت (باللاتينية: Platanus wrightii) نوع من الأشجار المعمرة متساقطة الأوراق، يتبع جنس الدلب من الفصيلة الدلبية (باللاتينية: Platanaceae).

## الموئل والانتشار
الموئل الأساسي للدلب الأريزوني هو جنوب غرب الولايات المتحدة وولاية شيواوا في شمال غرب المكسيك.